# Trebisonda Valla
Trebisonda Valla, znana lepiej jako Ondina Valla (ur. 20 maja 1916 w Bolonii, zm. 16 października 2006 w L’Aquili) – włoska lekkoatletka, płotkarka, pierwsza włoska mistrzyni olimpijska, rekordzistka świata w biegu na 80 metrów przez płotki.
Rodzice nadali jej nietypowe imię Trebisonda na cześć tureckiego miasta Trabzon (wł. Trebisonda).
Największym jej osiągnięciem było zwycięstwo w biegu na 80 m przez płotki na igrzyskach olimpijskich w Berlinie w 1936. Na tych samych zawodach w biegu półfinałowym wynikiem 11,6 s. ustaliła rekord świata. W sztafecie 4 × 100 m na tych samych igrzyskach zajęła 4. miejsce. Po igrzyskach musiała jednak ograniczyć swoje występy z powodu problemów z plecami. Startowała jednak do początku lat 40. XX wieku.
Wielokrotna rekordzistka Włoch (czternaście rekordów kraju w biegu na 80 metrów przez płotki, pięć w biegu na 100 metrów, siedem w skoku wzwyż, dwa w skoku w dal, pięć w sztafecie 4 × 100 metrów).
Zdobywała złote medale mistrzostw Włoch w siedmiu różnych konkurencjach.
W faszystowskich Włoszech była przedstawiana jako symbol zdrowej i wysportowanej młodzieży.